# 利夫拉门图
利夫拉门图是巴西帕拉伊巴州的一个市镇。总面积300平方公里，总人口7609人，人口密度25.4人/平方公里。